# Spoorlijn Dortmund-Rahm - Dortmund Güterbahnhof
De spoorlijn Dortmund-Rahm - Dortmund Güterbahnhof is een Duitse spoorlijn en is als spoorlijn 2134 onder beheer van DB Netze.

## Geschiedenis
Het traject werd door de Preußische Staatseisenbahnen geopend in 1910. Sinds 2004 is de lijn buiten gebruik.

## Treindiensten
De lijn was alleen in gebruik bij Deutsche Bahn voor goederenvervoer.

## Aansluitingen
In de volgende plaatsen is of was er een aansluiting op de volgende spoorlijnen:
Dortmund-Rahm
DB 2137, spoorlijn tussen Dortmund-Rahm en aansluiting Buschstraße
DB 2210, spoorlijn tussen Herne en Dortmund
Dortmund Güterbahnhof
DB 2130, spoorlijn tussen Dortmund aansluiting Flm en Dortmund Güterbahnhof
DB 2133, spoorlijn tussen aansluiting Hansa en Dortmund Hauptbahnhof